# سامسونج للكهرباء والميكانيكا
سامسونج للكهرباء والميكانيكا (بالإنجليزية: Samsung Electro-Mechanics) (بالكورية: 삼성전기) هي شركة متعددة الجنسيات مقرها كونبونت الإلكترونية في سوون، في كوريا الجنوبية وهي شركة رائدة وتابعة إلى مجموعة سامسونج.
أصبحت إلكترونيات سامسونج، التي أُنشِئت في عام 1973 كشركة مصنِّعة للمكونات الإلكترونية، ولكن سامسونج للكهرباء والميكانيكا كان لديها دور رئيسي في ذلك فقد كانت تصنع قطع الغيار الإلكترونية في كوريا، وقد وصلَت إيرادات الشركة في عام 2011 إلى 6120000000 دولار.
سامسونج للكهرباء والميكانيكا تتألف من أربعة أقسام. تتضمن (محاثاة السعة المقاومة)، شعبة LCR متعدد الطبقات المكثفة هي رقاقة السيراميك والمكثفات التنتالوم، ويشمل مبادرة اللجنة الاستشارية للاستثمارات (متقدم الدائرة وهي تربط البيني)، وشعبة الترابط كثافة عالية وIC (الدوائر المتكاملة) ركائز؛ يتضمن CDS (إدارة محرك الحل) شعبة المستقبلون الرقمية، وشبكة وحدات، ووحدات قوة، ووحدات في كل مكان؛ وOMS (علم البصريات وهندسة الميكاترونكس الحل) شعبة تضم وحدات استشعار الصورة والمحركات الدقة.